# Poienița (okręg Gorj)
Poienița – wieś w Rumunii, w okręgu Gorj, w gminie Bustuchin. W 2011 roku liczyła 305 mieszkańców.